# 鹿庄粮棉原种场
鹿庄粮棉原种场，是中华人民共和国江苏省徐州市贾汪区下辖的一个类似乡级单位。

## 行政区划
下辖以下地区：
鹿庄粮棉原种场村。